# Patrick Besson
Pour les articles homonymes, voir Besson.
Ne doit pas être confondu avec Patrick Buisson ou Philippe Besson.
Patrick Besson, né le 1er juin 1956 dans le 19e arrondissement de Paris, est un écrivain et journaliste français.

## Biographie
Né d'un père « russe à moitié juif, gaulliste », et d'une mère « croate monarchiste », qui soutenait le royaume de Yougoslavie de la dynastie de Karađorđević, Patrick (Gabriel Didier[réf. nécessaire]) Besson publie en 1974, à l'âge de dix-sept ans, son premier roman, Les Petits Maux d'amour. Il obtient le prix Henri-Dumarest en 1982 pour Nostalgie de la princesse, le grand prix du roman de l'Académie française en 1985 pour Dara et le prix Renaudot en 1995 pour Les Braban.
Tout d'abord sympathisant communiste, il est chroniqueur littéraire au journal L'Humanité. Il collaborera ensuite à VSD, au Figaro, au Figaro Magazine, au Point, à Voici et à Marianne, et il se présentera toujours comme un « communiste non pratiquant ».
Il est depuis 2000 membre du jury du prix Renaudot. Le 5 décembre 2012, il est décoré de la Médaille du drapeau serbe (sr) par le président serbe Tomislav Nikolić, le même jour que l'ex-secrétaire à la Justice américain Ramsey Clark.

## Polémiques
Habitué des critiques littéraires acerbes et des polémiques publiques, Patrick Besson a également collaboré au journal L'Idiot international de Jean-Edern Hallier.
Théories conspirationnistes :
En 2006, écrivain et éditorialiste au Point, dans son roman Marilyn Monroe n'est pas morte, après avoir soutenu dans une première partie que Marilyn Monroe et le président Kennedy avaient mis en scène leur disparition presque simultanée pour vivre ensemble, affirme dans une deuxième partie que les Américains ne sont pas allés sur la Lune.
Durant les guerres de Yougoslavie, Patrick Besson a soutenu la Serbie, en publiant notamment le livre Contre les calomniateurs de la Serbie, ce qui lui a valu des polémiques avec d'autres intellectuels de gauche comme Michel Polac, Romain Goupil et Didier Daeninckx. Attaqué par ce dernier, il lui a consacré un pamphlet en forme de roman, intitulé Didier dénonce (éditions Gérard de Villiers). Il signe aussi, en 1999, la pétition « Les Européens veulent la paix » contre l'intervention de l'OTAN dans la guerre du Kosovo, lancée par le collectif d'extrême droite Non à la guerre.
Une chronique parue dans Le Point, début décembre 2011, critique Eva Joly, candidate de Europe Écologie Les Verts à l'élection présidentielle, en appuyant sur son origine étrangère et son accent. Cette chronique suscite de vives critiques d'une partie de la classe politique et d'associations antiracistes.
En septembre 2012, une chronique parue dans Le Point s'en prend à Annie Ernaux pour avoir dirigé ce que Patrick Kéchichian nomme un « appel collectif à l'encontre d'un seul homme », Richard Millet, et surtout une « liste exhaustive de dénonciateurs qui restera dans l'histoire des lettres françaises comme la liste Ernaux ». Il qualifie par ailleurs Annie Ernaux d'« écrivain lamentable ».
En décembre 2014, un autre article publié dans Le Point promeut le livre Small Miracles de Djan Seylan, un recueil d'images de « jeunes filles africaines et asiatiques ayant vécu nues au temps de la colonisation […] entre 11 et 17 ans » ; « le plus joli cadeau de Noël qu'on puisse faire à un pédophile ». L'article relate la fascination de Besson pour ces « femmes offertes ou interdites ».
Le New York Times souligne qu'il ne voyait aucun conflit dans son vote de juré pour Nos années rouges au Prix Renaudot, alors qu'il était le compagnon de l'auteure, Anne-Sophie Stefanini.

## Prise de position
En 2002, il co-signe une pétition demandant une « solution rapide et décente aux problèmes fiscaux de Françoise Sagan », condamnée pour une fraude fiscale sur ses revenus de 1994 et devant à l’État 838 469 euros, en considérant que si « Françoise Sagan doit de l'argent à l’État, la France lui doit beaucoup plus : le prestige, le talent, un certain goût de la liberté et de la douceur de vivre. »

## Œuvres

### Romans
- 1974 : Les Petits Maux d'amour, Seuil  (ISBN 9782020012270)
- 1976 : L'École des absents, Seuil   (ISBN 978-2-02-004475-2)
- 1979 : La Maison du jeune homme seul, Hachette   (ISBN 9782010057113)
- 1980 : Lettre à un ami perdu, Seuil     (ISBN 9782226052452)
- 1983 : La Boum, avec Danièle Thompson, J'ai Lu  (ISBN 9782277215042)
- 1985 : Dara, éditions du Seuil  (ISBN 2-02-008887-8) – grand prix du roman de l'Académie française
- 1988 : La Statue du commandeur, Albin Michel   (ISBN 978-2-226-03463-2)Réédition 2008, Points Publication  (ISBN 978-2-7578-0999-0)
Sur Pouchkine et Gogol
- 1990 : Divers gauche, Messidor   (ISBN 978-2-209-06418-2)
- 1990 : La Paresseuse, Albin Michel  (ISBN 2-226-04832-4)
- 1991 : Les Années Isabelle, éditions du Rocher ; réédition en 2010, Paris : Mille et une Nuits  (ISBN 978-2-7555-0135-3)
- 1991 : Rot coco, R. Deforges   (ISBN 9782905538871)
- 1991 : Je sais des histoires, éditions du Rocher  (ISBN 978-2-268-01140-0)
- 1991 : Le Plateau télé
- 1992 : Julius et Isaac, Albin Michel  (ISBN 978-2-226-05961-1)
- 1993 : Le Deuxième Couteau, éditions Christophe Barrault  (ISBN 978-2-7360-0017-2)
- 1993 : La Femme riche, Albin Michel   (ISBN 978-2-286-04755-9)
- 1993 : L'Argent du parti, Le Temps des cerises   (ISBN 978-2-84109-001-3)
- 1993 : Pas trop près de l'écran, avec Éric Neuhoff, éditions du Rocher  (ISBN 2-268-01625-0)
- 1993 : Le Viol de Mike Tyson, Scandéditions   (ISBN 978-2-209-06832-6)
- 1994 : Souvenir d'une galaxie dite nationale-bolchevique, éditions du Rocher   (ISBN 978-2-268-01728-0)
- 1995 : Les Braban, éditions Albin Michel  (ISBN 978-2-226-07851-3) – prix Renaudot
- 1996 : Sonnet pour Florence Rey et autres textes, L'Âge d'Homme   (ISBN 978-2-8251-0724-9)
- 1996 : Folks, ou, [o kósmos], éditions du Rocher  (ISBN 978-2-268-02162-1)
- 1996 : Haldred : Récit, Calmann-Lévy  (ISBN 978-2-7021-2636-3)
- 1996 : Amicalement rouge, Messidor  (ISBN 978-2-209-05948-5)
- 1997 : Didier dénonce, G. de Villiers   (ISBN 978-2-7386-5891-3)
- 1998 : Dedans, dehors: Les nouvelles frontières de l'organisation, Vuibert  (ISBN 978-2-7117-7985-7)
- 1998 : Lettre à un ami perdu, Jai lu  (ISBN 978-2-277-30218-6)
- 1999 : La Titanic, éditions du Rocher  (ISBN 2-268-03225-6) — Vision romancée du naufrage du Titanic
- 2000 : Accessible à certaine mélancolie, Albin Michel  (ISBN 978-2-226-11734-2)
- 2001 : Lui, Points  (ISBN 2757816195)
- 2001 : Le Deuxième Couteau, Lgf  (ISBN 2253150134)
- 2001 : L'Orgie échevelée, Fayard  (ISBN 978-2-84205-952-1)
- 2002 : Un état d'esprit, Fayard  (ISBN 978-2-213-61187-7)
- 2002 : Vous n'auriez pas vu ma chaîne en or ?, La Table ronde   (ISBN 978-2-7103-2506-2)
- 2005 : Le Dîner de filles, Le Serpent à Plumes   (ISBN 978-2-268-05666-1)
- 2005 : Les Frères de la Consolation, Grasset & Fasquelle  (ISBN 978-2-246-51052-9)
- 2005 : Saint-Sépulcre !, éditions Points  (ISBN 978-2-7578-0172-7)
- 2006 : Le Corps d'Agnès Le Roux, Fayard  (ISBN 978-2-213-62912-4)
- 2006 : Marilyn Monroe n'est pas morte, Mille et une nuits  (ISBN 2-84205-953-0)[15]
- 2006 : Défiscalisées, Mille et une nuits  (ISBN 978-2-84205-933-0)
- 2006 : Nostalgie de la princesse, Fayard  (ISBN 978-2-213-62949-0)
- 2007 : Belle-sœur, Fayard   (ISBN 978-2-213-63242-1)
- 2007 : La Science du baiser, Points  (ISBN 978-2-7578-0486-5)
- 2007 : Accessible à certaine mélancolie, Points  (ISBN 978-2-7578-0641-8)
- 2009 : Mais le fleuve tuera l'homme blanc, Fayard  (ISBN 978-2-213-62966-7)[16]
- 2011 : Come baby, Mille et une nuits  (ISBN 978-2-7555-0589-4)
- 2012 : Les Jours intimes, Bartillat  (ISBN 978-2-84100-510-9)
- 2014 : La Mémoire de Clara, éditions du Rocher  (ISBN 978-2-268-07628-7) — Récit d'anticipation sur la France[17].
- 2016 : Ne mets pas de glace sur un cœur vide, Plon  (ISBN 978-2-25921926-6)
- 2017 : Cap Kalafatis, Grasset & Fasquelle  (ISBN 978-2-246-86094-5)
- 2018 : Tout le pouvoir aux soviets, Stock  (ISBN 978-2-234-08430-8) — Narre avec ironie l'histoire du communisme[18]
- 2018 : Le Milieu de terrain, Grasset  (ISBN 978-2-246-81338-5)
- 2025 : Presque tout Corneille, Stock

### Essais
- 1985 : Insolences, Albin Michel
- 1987 : Salade russe, Orban
- 1987 : Amicalement rouge, Messidor
- 1988 : Lettres d'Europe, avec (France) Symposium international sur l'identité culturelle européenne (1988), Albin Michel   (ISBN 978-2-226-03275-1)
- 1990 : Le congrès de Tours n'aura pas lieu, édition Messidor   (ISBN 2-209-06329-9)
- 1991 : Les ai-je bien descendus ?, Messidor  (ISBN 978-2-209-06610-0)
- 2001 : J'aggrave mon cas, éditions du Rocher  (ISBN 978-2-268-03935-0)
- 2003 : Tour Jade, Bartillat
- 1999 : Belgrade 99, suivi de Contre les calomniateurs de la Serbie, L'Âge d'Homme  (ISBN 978-2-8251-1326-4)
- 2003 : Paris vu dans l'eau, Presses De La Renaissance  (ISBN 2-85616-910-4)
- 2004 : Le Sexe fiable, Mille et une nuits   (ISBN 978-2-842-05818-0).
- 2006 : Zodiaque amoureux, Mille et une nuits  (ISBN 978-2-842-05933-0)
- 2012 : La Présidentielle. Pastiches, Grasset  (ISBN 978-2-246-70961-9)
- 2013 : Nouvelle galerie : portraits, Mille et une nuits  (ISBN 978-2-755-50717-1)
- 2014 : Premières séances : mon tour du monde du cinéma, Fayard  (ISBN 978-2-213-62970-4).
- 2014 : Déplacements, Gallimard  (ISBN 978-2-07-014653-6)
- 2017 : Sarkozy À Sainte-Hélène, Gallimard  (ISBN 978-2-072-71337-8)
- 2018 : Limonov & Paris, Favre  (ISBN 978-2-828-91676-3)
- 2020 : Les Lâches et les autres, Robert Laffont  (ISBN 978-2-221-21839-6)
- 2020 : Nice-Ville, Flammarion  (ISBN 978-2-08-150716-6)
- 2021 : Petit éloge amoureux de la librairie, Privat
- 2022 : Djokovic, le refus, Louison Éditions. Sur son opposition à la vaccination
- 2022 : Scènes de ma vie privée, Grasset

### Recueils

#### Articles
- 1989 : Un peu d'humanité, Messidor  (ISBN 978-2-209-06119-8)
- 2004 : Solderie, Mille et une nuits   (ISBN 978-2-8420-5872-2).
- 2004 : La Cause du people, Fayard  (ISBN 978-2-213-61449-6)
- 2005 : Ma rentrée littéraire, Cavatines  (ISBN 2-915850-01-1)
- 2006 : La vie quotidienne de Patrick Besson sous le règne de François Mitterrand, Fayard  (ISBN 978-2-2136-2782-3). Recueil de textes extraits de diverses revues et publications.
- 2009 : La Haine de la Hollande, Infini Cercle Bleu  (ISBN 978-2-35405-003-0). Textes écrits entre 1997 et 1999, pendant le conflit en ex-Yougoslavie.
- 2010 : Le Plateau télé, Fayard  (ISBN 978-2-213-62969-8)
- 2011 : Le Hussard rouge, éditions le Temps des Cerises  (ISBN 978-2841098842). Recueil d'articles parus dans diverses revues et publications de 1985 à 2000.
- 2012 : Au point, Journal d’un Français sous l’empire de la pensée unique, Fayard  (ISBN 978-2213629728). Chroniques publiées dans Le Point entre 2002 et 2010.
- 2013 : Avons-nous lu ?: Précis incendiaire de littérature contemporaine, Fayard  (ISBN 978-2-213-62971-1). Textes parus dans Le Figaro littéraire, Marianne et Nice-Matin de 2001 à 2009.
- 2014 : Mes vieux papiers, Fayard  (ISBN 978-2-213-63491-3)
- 2016 : Science politique, Fayard  (ISBN 978-2-213-70175-2). Recueil de 43 billets d'humeur sur la vie politique française, publiés dans Le Point de mai 2011 à janvier 2016.
- 2018 : Abîmes, fredaines et soucis, Grasset  (ISBN 978-2-246-81351-4). Collection d'articles pour différentes publications.
- 2023 : Est-ce ainsi que les hommes vivent ?, Albin Michel  (ISBN 978-2-226-48195-5).Collection d'articles pour Le Point, de 2010 à 2020.
- 2024 : Quel est le con... , Erick Bonnier (ISBN 9-782367-603278) Recueil de chroniques pour Le Point.

#### Aphorismes
- 2004 : Encore que, Mille et une nuits  (ISBN 978-2-84205-870-8). Recueil d'aphorismes et de réflexions écrits de 1996 à 1999, sur les femmes, la littérature, les travers de la société contemporaine, etc.
- 2016 : Pense-bête : suivi de Sorties, Mille et une nuits  (ISBN 978-2-755-50757-7)

#### Nouvelles
- 1989 : Ah ! Berlin et Autres récits, Gallimard  (ISBN 978-2-07-038117-3)
- 1996 : Vacances en Botnie, éditions du Rocher  (ISBN 9-782268-024257)
- 2001 : 28, boulevard Aristide-Briand, Bartillat   (ISBN 978-2-84100-234-4)
- 2002 : Contes de campagne : dix-sept nouvelles de France, Mille et une nuits  (ISBN 978-2-842-05663-6)
- 2003 : 28, boulevard Aristide-Briand, suivi de « Vacances en Botnie », J'ai lu  (ISBN 978-2-290-33433-1)
- 2003 : Les Voyageurs du Trocadéro, éditions du Rocher  (ISBN 2-268-04449-1)
- 2009 : 1974, Fayard   (ISBN 978-2-213-64335-9)
- 2015 : L’Indulgence du soleil et de l’automne, Fayard  (ISBN 978-2-213-63491-3)

### Théâtre
- 1986 : La Chute de Saïgon : Théâtre, Messidor
- 1989 : Théâtre choisi, Fixot
- 1998 : Et la nuit seule entendit leurs paroles, éditions du Rocher  (ISBN 978-2-7555-0054-7). Dialogue fictif entre Paul Verlaine et Arthur Rimbaud.